# Rozwódka (film 1930)
Rozwódka (ang. The Divorcee) – amerykański dramat biograficzny w reżyserii Roberta Z. Leonarda z 1930. Film jest adaptacją powieści Ex-Wife autorstwa Ursuli Parrott. Został zrealizowany w erze Pre-Code.
Obraz nominowany w czterech kateogoriach do Oscara, otrzymał jedną nagrodę, dla najlepszej aktorki pierwszoplanowej.

## Obsada
- Norma Shearer jako Jerry Martin
- Chester Morris jako Ted Martin
- Conrad Nagel jako Paul
- Robert Montgomery jako Don
- Florence Eldridge jako Helen Baldwin
- Helene Millard jako Mary
- Robert Elliott jako Bill Baldwin
- Mary Doran jako Janice Meredith
- Tyler Brooke jako Hank
- Zelda Sears jako Hannah
- George Irving jako Dr Bernard
- Judith Wood jako Dot

i inni

## Nagrody Akademii Filmowej
3. ceremonia wręczenia Oscarów
- najlepsza aktorka pierwszoplanowa − Norma Shearer
- nominacja: najlepszy film
- nominacja: najlepszy reżyser − Robert Z. Leonard
- nominacja: najlepszy scenariusz − John Meehan